# The Wanderer (Dion)
"The Wanderer" is een nummer geschreven door Ernie Maresca. Het is voor het eerst opgenomen door Dion in 1961 voor zijn album Runaround Sue. Het nummer vertelt het verhaal van een reizende man en zijn vele romantische veroveringen. Het tijdschrift Rolling Stone plaatste het nummer op plek 243 op de lijst van The 500 Greatest Songs of All Time.
Maresca had meegeschreven aan Dion's vorige nummer één hit, Runaround Sue. Het was oorspronkelijk de bedoeling dat The Wanderer naar een andere groep, Nino and the Ebb Tides, zou gaan maar die band sloeg het aanbod af. Dion bracht het op single uit als B-kant voor het nummer The Majestic. Al snel werd op de radio de B-kant vaker gedraaid dan de A-kant. The Wanderer bereikte de tweede plaats in de Amerikaanse Billboard Hot 100, en de toppositie in Australië.
Het nummer is opgenomen met behulp van Bucky Pizzarelli en Johnny Falbo op gitaar, Jerome Richardson op altsax, Buddy Lucas op tenorsax, Milt Hinton op bas en Panama Francis op drums. 

## Coverversies
The Wanderer is gecoverd door een groot aantal andere artiesten, waaronder Bad Company, Dee Snider, Gary Glitter, The Beach Boys, Leif Garrett, Bruce Springsteen en Dave Edmunds.
De Britse band Status Quo coverde het nummer zelfs twee keer, één keer als volledige versie en nogmaals als onderdeel van hun Anniversary Waltz, Pt. 1. De single van Status Quo behaalde in 1984 de top 10 in de UK Singles Chart, Nederlandse Top 40 en Ultratop 50.
In 2006 zette de band Oôs Joôs een nummer in het West-Fries op de melodie van The Wanderer, getiteld Bloemkôle. In 2023 kwam deze versie in de jaarlijkse Top 2000 van NPO Radio 2 terecht nadat de band zijn fans opriep om op dit nummer te stemmen.

### NPO Radio 2 Top 2000
| Nummer met noteringen in de NPO Radio 2 Top 2000 | '00  | '01 | '02  | '03  | '04  | '05  | '06  | '07 | '08  |
| ------------------------------------------------ | ---- | --- | ---- | ---- | ---- | ---- | ---- | --- | ---- |
| The Wanderer                                     | 1530 | 762 | 1881 | 1937 | 1571 | 1496 | 1798 | -   | 1865 |

1. ↑  Een '-' betekent dat het nummer niet was genoteerd en een vetgedrukt getal geeft de hoogste notering aan.
2. ↑  2000 was het eerste jaar met een notering voor dit nummer.
3. ↑  Deze tabel is bijgewerkt tot en met de laatste editie (2024).